# 감자밥
감자밥은 한국 요리의 하나로 감자를 같이 넣어 지은 밥이다. 특히 강원도나 조선민주주의인민공화국에서 많이 먹는다.

## 같이 보기
- 밥 (한국 음식)